# Петропавловская церковь (Чернигов)
Петропавловская церковь (укр. Петропавлівська церква) — трапезная церковь Елецкого Успенского монастыря; памятник архитектуры местного значения в Чернигове.

## История
Распоряжением Черниговской областной государственной администрации от 13.02.1998 № 69 присвоен статус памятник архитектуры местного значения с охранным № 79/8-Чг под названием Петропавловская церковь с трапезной.

## Описание
Входит в комплекс сооружений Елецкого Успенского монастыря — участок историко-архитектурного заповедника Чернигов древний, расположенный на Елецкой Горе — улица Князя Чёрного, 1.
Построена в XVII веке стараниями Иоаникия Галятовского. Во время советской власти использовалась сначала как театр, потом как спортивный клуб. Петропавловская церковь в отличие от Успенского собора является теплой церковью, поэтому богослужения здесь проходят в основном зимой.
Одно-двухэтажная, каменная, симметричная, прямоугольная в плане церковь. Состоит из разновеликих объёмов, где центральный объём (двухэтажный) возвышается над боковыми и завершается ризалитом. Фасад центрального объёма украшают две иконописи, пилястры и русты.